# 大帽山綁架案
大帽山綁架案是指1994年在香港發生的一宗綁架撕票案，十歲男童王雲騫在上學途中被綁架，綁匪要求男童父親繳付港幣三百萬元贖金，並多次更改交付贖金的時間地點。警方追查後發現男童的堂叔父牽涉此案，並採取連串行動拘捕多名涉案同黨，其中一名涉案男子表示男童被藏在大帽山，警方搜索兩天後，在山坡草叢上發現王雲騫的屍體。此案曾經動用刑事情報科，而男童伏屍山坡上的照片曾經轟動香港，有人批評報章刊登該照片使死者家人感到不安。

## 案發經過
1994年9月26日，家住北角的十歲男童王雲騫，在中午乘坐保姆車往跑馬地東院道上學期間，被案中綁匪以爺爺生病入院為理由，誘騙男童離開學校，隨綁匪而去。男童就讀的學校於當天下午一時接獲聲稱是男童家長的來電，表示要替男童請假，校方信以為真，直到當天下午三時男童父親接獲綁匪的來電，要求男童父親在指定限期內繳付港幣三百萬元贖金，其後減價至二百萬元，男童父親報警求助。警方出動刑事情報科狗仔隊負責跟蹤和監視交付贖金的過程，於9月27日在觀塘裕民坊發現一名男子走到電話亭打電話，男童家中的電話亦在此時響起，警方的電話追蹤器發現電話的來源是來自該電話亭，軍裝警員查看幾名在場人士的身份證，經追查後發現其中一人是男童的堂叔父。警方發現男童的堂叔父經常到澳門賭錢並輸掉三百萬元，曾經向男童父親借錢但遭拒絕，並從他的電話通話紀錄中發現四名相信是同黨的男子。綁匪多次致電男童家人，要求更改交付贖金的時間地點，期間並沒有交代男童的情況，警方懷疑男童已經遇害，並發現男童的堂叔父等兩名綁匪已經離開港到澳門。
警方於9月28日決定採取行動，搜查觀塘、牛頭角、中區等多個地點，拘捕三名涉案男子並查獲一輛涉案汽車，同時在澳門拘捕一名準備潛逃往中國內地的涉案男子，該名男子向警方表示男童被藏在大帽山。警方出動約二百名警員，聯同政府飛行服務隊直升機展開搜索行動，於9月30日在山坡草叢上發現王雲騫的屍體。1995年1月，男童的堂叔父於四川重慶落網，與另一名姓葉主謀被判綁票及謀殺罪成，判處終身監禁；轉為控方證人頂證兩名撕票主犯的姓方男子獲法官輕判入獄八年；另一名姓呂犯人因扮演角色不重，被判監五年；協助致電男童家人索取贖金的姓黃犯人則被判監三年。